# Chrysoprasis punctulata
Chrysoprasis punctulata är en skalbaggsart som beskrevs av Bates 1870. Chrysoprasis punctulata ingår i släktet Chrysoprasis och familjen långhorningar. Inga underarter finns listade i Catalogue of Life.